# Mashramani

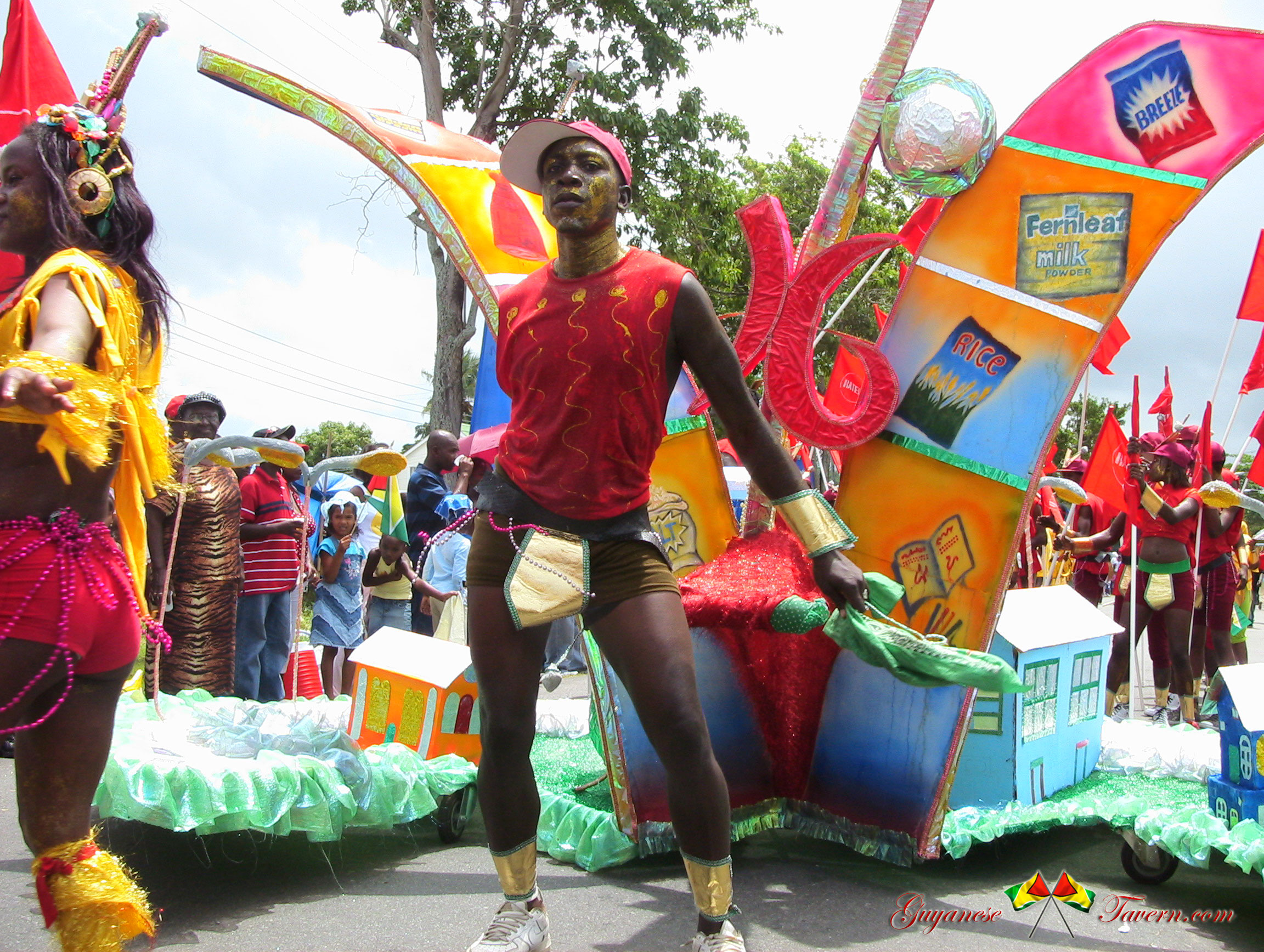
Mashramani (2007)

Le jour de Mashramani est un festival annuel en Guyana marquant l'atteinte de l'indépendance du Royaume-Uni en 1966 et a lieu généralement le 23 février, le jour de la République. Parade, musique, jeux et cuisines sont de mise pour célébrer la « Naissance de la République ».
Le mot Mashramani, d'origine amérindienne, signifie « Célébration pour un travail bien fait ».